# Pasquale Panella
Pasquale Panella, född 12 januari 1950 i Rom, är en italiensk författare.

## Biografi
Panella föddes i Rom. Efter att ha tagit examen vid en lärarinstitut började han sin karriär som författare och skådespelare inom avantgardeteater. Hans texter har publicerats i tidningar, tidskrifter och andra böcker. Han har också arbetat inom film, television, radio och vid offentliga uppläsningar. Hans litterära produktion är omfattande. Hans verk återutges av förlaget SPedizioni, som han grundade tillsammans med sin son Silvano, också författare. Panella har byggt en betydande karriär som författare av böcker och utmärker sig med sin poetiska och experimentella stil. 
La Corazzata är en surrealistisk roman som utspelar sig helt och hållet på ett krigsfartyg ankrat utanför Sorrentobukten. Skeppet, som symboliskt anspelar på pansarkryssaren Potemkin, blir en scen för liv och berättande där huvudpersonen Duchesca interagerar med minnesvärda karaktärer som kocken, Santini och Aurelia. Romanen blandar element från film, poesi, teater och verklighet, och skapar ett verk som både är en kärlekshistoria och en krigsskildring, med belägringar, danser, bränder och långa monologer som följer varandra likt ett stort romantiskt poem. 
Hans litterära verk utforskar språkets evocativa kraft och utmanar ofta traditionella berättarstrukturer. I hans böcker, exempelvis i Poema Bianco, förekommer sofistikerade ordlekar tillsammans med en unik känslighet för det skrivna ordet, som omvandlas till ett kontinuerligt flöde av bilder och betydelser. Hans skrivstil, ibland hermetisk och ibland ironisk, skapar ett textuniversum som speglar hans världsbild, där gränsen mellan poesi och prosa upplöses och ger läsaren en uppslukande och originell upplevelse. 
Han har också skrivit texter till många sånger för artister såsom Enzo Carella, Lucio Battisti, Amedeo Minghi, Zucchero, Mina, Mango, Premiata Forneria Marconi, Gianni Morandi, Angelo Branduardi, Marcella Bella, Anna Oxa, Mietta, Sergio Cammariere, Mino Reitano, Marco Armani, Massimo Ranieri, Edoardo Vianello, Gianna Nannini och Adriano Celentano.  Han har även samarbetat med Riccardo Cocciante och skrivit de italienska versionerna av musikalerna Notre-Dame de Paris och Giulietta e Romeo. 

### Prosa
- La Corazzata, Rom, Minimum fax, 1997. ISBN 88-86568-29-0.
- Oggetto d'amore, Rom, Minimum fax, 1998. ISBN 88-86568-52-5.
- Il Voce, Rom, SPedizioni, 2020. ISBN 979-12-80095-01-5.
- La Terza Palla, Rom, SPedizioni, 2020. ISBN 979-12-80095-05-3.
- Primo Foglio, Rom, SPedizioni, 2021. ISBN 979-12-80095-09-1.
- Secondo Foglio, Rom, SPedizioni, 2021. ISBN 979-12-80095-11-4.
- Terzo Foglio, Rom, SPedizioni, 2022. ISBN 979-12-80095-18-3.
- Quarto Foglio, Rom, SPedizioni, 2022. ISBN 979-12-80095-20-6.
- Romanzo in corso, Rom, SPedizioni, 2024. ISBN 979-12-80095-43-5.

### Diktverk
- Stupido Terremoto, Rom, Librauser, 1997; Rom, SPedizioni, 2022.
- Savarin-Sade, Rom, I figli belli, 2005.
- Poema bianco, Rom, IriEd, 2008; Turin, Miraggi Edizioni, 2017. ISBN 978-88-99815-54-7; Rom, SPedizioni, 2017. ISBN 978-88-941517-3-2.
- Naso, Rom, Fefè editore, 2018. ISBN 978-88-94947021.
- Mistrà, Rom, SPedizioni, 2020. ISBN 978-88-941517-8-7.
- Mi chiamo Arianna, Rom, SPedizioni, 2021. ISBN 979-12-80095-14-5.
- Naso e più, Rom, SPedizioni, 2022. ISBN 979-12-80095-16-9.